# Jujeñazo
El Jujeñazo fue una insurrección popular sucedida en la ciudad de San Salvador de Jujuy, capital de la provincia de Jujuy, Argentina, el 21 de abril de 1971. Formó parte de una serie de puebladas en Argentina entre 1969 y 1972 - todas ellas nombradas con palabras terminadas con el sufijo "azo"-, contra la dictadura gobernante autodenominada "Revolución Argentina".

## Los hechos
El estallido se inició a raíz de una manifestación de protesta por la carestía de la vida, organizada por la Comisión de Coordinación de Resistencia a la Carestía de la Vida, en la que participaron varios sindicatos, estudiantes secundarios y ciudadanos en general. La represión de la marcha por la policía, llevó a un enfrentamiento generalizado, en el curso del cual la policía empujó a los manifestantes hacia la zona del puente Lavalle, único paso que conectaba las dos márgenes del Xibi Xibi o río Chico, que atraviesa la ciudad. Los manifestantes tomaron entonces el puente y construyeron barricadas sobre el mismo, excluyendo a las fuerzas policiales de todo ese lado de la ciudad.